# Boletus fibrillosus
Cèpe fibrilleux
Espèce
Statut de conservation UICN

 LC  : Préoccupation mineure
Boletus fibrillosus, le Cèpe fibrilleux, est une espèce de cèpes comestibles spécifique de la Californie de la famille des Boletaceae. Proche de la morphologie de Boletus edulis mais avec un hyménophore bosselé, il a la particularité d'être en mycorhise avec le Pin Douglas. Il est intégré dans l'un des clades des edulis sensu lato, proche de Boletus rex-veris et Boletus pinophilus. Longtemps considéré comme une variété, les nouvelles recherches phylogénétiques considère ce champignon comme une espèce à part entière.

## Description du sporophore
Hyménophore
Morphologie boletoïde, chapeau convexe. Chair blanche ferme, plissé à la texture finement fibreuse.
Cuticule
Chamois à brun à brun foncé.
Hymenium
Tubes blanc fermes, aucune modification de couleur lors d'une cassure.
Stipe
Stipe jaune au sommet, brun autre part, et a une texture réticulée sous l'hymenium.

## Distribution
Ce taxon se rencontre dans les pays suivantsUICN (ref) : Canada, États-Unis. Mycorhize avec pin de Douglas, colline et moyenne montagne, Californie. 

## Comestibilité
Excellent comestible.

## Systématique
Le nom correct complet (avec auteur) de ce taxon est Boletus fibrillosus Thiers, 1975.

## Publication originale
- H.D. Thiers, California Mushrooms - A Field Guide to the Boletes, 1975, p. 1-261